# Käärmeluoto (ö i Södra Savolax, Nyslott, lat 62,07, long 28,98)
Käärmeluoto är en ö i Finland. Den ligger i sjön Ylä-Enonvesi och i kommunen Enonkoski i den ekonomiska regionen  Nyslotts ekonomiska region  och landskapet Södra Savolax, i den sydöstra delen av landet, 300 km nordost om huvudstaden Helsingfors. Öns area är 0,1 hektar och dess största längd är 50 meter i öst-västlig riktning.